# Луц Альтерпост
Луц Альтерпост  (нім. Lutz Altepost; 6 жовтня 1981) — німецький веслувальник, олімпійський медаліст.

## Виступи на Олімпіадах
| Олімпіада  | Дисципліна                     | Місце |
| ---------- | ------------------------------ | ----- |
| Афіни 2004 | байдарка, 500 метрів           | 6     |
| Пекін 2008 | байдарка-четвірка, 1000 метрів | 3     |